# Campionati mondiali giovanili di nuoto sincronizzato 2002
I VIII Campionati mondiali giovanili di nuoto sincronizzato si sono svolti in Canada dal 15 al 18 agosto 2001. Le sedi di gara sono state a Montréal.

## Medagliere
| Posiz. | Nazione     | Oro | Argento | Bronzo | Totale |
| ------ | ----------- | --- | ------- | ------ | ------ |
| 1      | Russia      | 3   | 0       | 0      | 3      |
| 2      | Giappone    | 1   | 1       | 0      | 2      |
| 3      | Canada      | 0   | 1       | 3      | 4      |
| 4      | Spagna      | 0   | 0       | 2      | 2      |
| 5      | Stati Uniti | 0   | 0       | 1      | 1      |
| Totale | Totale      | 4   | 4       | 4      | 12     |

## Risultati
| Evento           | Oro               | Argento        | Bronzo       |
| Stile libero     |                   |                |              |
| Singolo          | Natalia Ishchenko | Nicole Cargill | Tina Fuentes |
| Duo              | Russia            | Canada         | Stati Uniti  |
| Squadra          | Russia            | Giappone       | Canada       |
| Libero combinato | Russia            | Canada         | Spagna       |